# Atreus (Accio)
Atreus è un'opera del noto poeta e drammaturgo romano Lucio Accio.
La tradizione vuole che Marco Pacuvio, sconfitto, si sia ritirato a Taranto e che lì sia andato Accio a fargli visita. Accio gli avrebbe letto l'Atreus, una sua tragedia, che Pacuvio avrebbe giudicato ancora acerba. Accio fu contento di quel giudizio, pensando che gli ingegni sono come i frutti: "se nascono duri e acerbi, possono diventare morbidi e dolci. Ma se sono morbidi dall'inizio, possono diventare marci".